# Eucynortula rugipes
Eucynortula rugipes is een hooiwagen uit de familie Cosmetidae.